# ヨアキム・トリアー
ヨアキム・トリアー（Joachim Trier, 1974年3月1日 - ）は、デンマークのコペンハーゲンで生まれ、ノルウェーで活動する映画監督で、ラース・フォン・トリアーの遠縁にあたる。

## 略歴
2006年に『Reprise』で長編監督デビューを果たし、ノルウェー国内ではアマンダ賞やAamot Statuetteを受賞し、さらにトロント国際映画祭、インタンブル、ロッテルダム、ミラノ、カルロヴィヴァリで上映され、国際的知名度を得た。
長編監督2作目『オスロ、8月31日』は第64回カンヌ国際映画祭のある視点部門でプレミア上映され、第84回アカデミー賞外国語映画賞のノルウェー代表候補の3本のうち1本であったが、最終的には選ばれなかった。上記2作は「オスロ三部作」の内の1作目と2作目に当たる。
2015年に公開された第3作目の『母の残像』は第68回カンヌ国際映画祭のコンペティション部門に出品され、2016年のアマンダ賞では監督賞、脚本賞、撮影賞、編集賞を受賞。同年に本作が日本で初めて公開となった。
2021年の第4作目にして「オスロ三部作」の最終章に当たる『わたしは最悪。』では、主演を務めたレナーテ・レインスヴェが第74回カンヌ国際映画祭で女優賞を受賞し、第94回アカデミー賞では自身の脚本賞と国際長編映画賞にノミネートされた。

## 主な作品

### 映画
- リプライズ Reprise （2006年）　※ 長編映画監督デビュー作品 [8]
- オスロ、8月31日 Oslo, 31. august（2011年）
- 母の残像 Louder Than Bombs（2015年）[8]
- テルマ Thelma（2017年）
- わたしは最悪。 The Worst Person in the World（2021年）